# Антиэволюционизм
Антиэволюциони́зм — направление общественной мысли, основным содержанием которого является отрицание биологической (критика эволюционизма), социальной или культурной эволюции. Антиэволюционизм характерен для большинства направлений креационизма (исключая эволюционный креационизм). Рассматривается как псевдонаука, обладая многими классическими признаками последней. Имея религиозно-идеологическую основу, это течение направлено против науки и образования. Антиэволюционизм, направленный на дискредитацию современной биологии, может считаться также разновидностью антинаучных взглядов.
Антиэволюционизм в биологии представлен ненаучной концепцией постоянства биологических видов, которая рассматривает многообразие органического мира в качестве результата Божественного творения. Концепция сформировалась в конце XVIII — начале XIX века, разделялась рядом видных учёных, но в процессе научного развития была вытеснена эволюционной биологией.
Антиэволюционизм в биологии как концепция сформировался в конце XVIII — начале XIX века в рамках перехода к систематическим исследованиям в таких сферах, как морфология, физиология, индивидуальное развитие и размножение организмов. Это направление исследований постепенно вытеснило трансформизм, в рамках которого предполагались внезапные превращения видов и возникновение организмов как результат случайного сочетания органов. Эти идеи разделялись Эмпедоклом, Лукрецием, Альбертом Великим и др. Сторонники концепции постоянства видов, такие как П. С. Паллас, напротив стремились доказать, что реальность биологических видов, их дискретность и устойчивость, существование строгого диапазона их изменчивости. Карл Линней считал, что видов существует такое количество, какое было создано при сотворении мира. Уже известная смена флоры и фауны в палеонтологической летописи одним из основателей палеонтологии Жоржем Кювье объяснялась при помощи теории катастроф. Его последователи, такие как Луи Агассис, Альсид Д’Орбиньи и др., писали о существовании десятков периодов полного обновления органического мира. Чарлз Лайель, один из основателей современной геологии, разделял идею многократных актов творения отдельных видов.
В додарвиновскую эпоху консервативными сторонниками библейской картины мира развивалось антиэволюционистское учение о дегенерации человечества. Приверженцы этого подхода понимали историю человека как следствие отпадения от изначального совершенства, данного Богом первочеловеку, а не медленное восхождение от дикости к цивилизации. Акцент делался в большей мере на культурный регресс, а не физическое вырождение.
Понятие дегенерации в западном мышлении в период с середины XIX века и вплоть до Второй мировой войны было связано с эволюционным учением, но уже в первой половине XIX века наблюдалось стремление использовать его в рамках ортодоксального библейского учения с целью ниспровергнуть эволюционизм и учение о естественном состоянии, доказав, что человек является творением Бога, а не продуктом эволюции от животных предков. Приверженцы этого учения, такие как англиканский епископ Ричард Уэйтли и католический кардинал Николас Уайсмен, утверждали, что уже первые люди были цивилизованными. Считалось, что цивилизация не способна была возникнуть естественным путём, но была дана человеку Богом. Эти идеи противостояли представлению об изначальной дикости людей, которую Жан-Жак Руссо и его единомышленники считали естественным состоянием человека. Сторонники учения о дегенерации, утверждали, что современные «дикари» не могут служить подтверждением исходного состояния человека, поскольку они прошли деградацию под влиянием неблагоприятных климатических условий и ряда других причин. Эти представления хорошо вписывались в двойственный образ «дикарей», свойственный европейской культуре. Понятие дегенерации предоставило христианским апологетам возможность оспорить сложившийся секулярный консенсус, инвертировав учение естественном состоянии человека.
Миф об дарованном Богом Адаму знании, которое было частично утрачено и искажено в последующих поколений, но должно возродиться, имел важное значение при становлении экспериментальной науки в раннее Новое время. Как эволюционисты, так и сторонники учения о дегенерации разделяли моногенизм, представление об общности происхождения человеческих рас. Идея «вырождения» «диких рас» способствовала развитию расизма и оправданию европейского колониализма.
Большое влияние учения о дегенерации привело к его критике со стороны эволюционистов, включая Чарлза Дарвина, Роберта Чемберса и Джона Леббока. Однако учение поддерживалось отдельными представителями религиозного лагеря ещё в 1870-е годы.
Антиэволюционизм получил развитие в качестве направления история и теории культуры, в котором культура понимается в качестве расцветающего, стареющего и в конечном итоге погибающего образования, не являющегося бесконечно длящейся чередой событий. Представителем этого направления был Николай Данилевский обосновавший основополагающую для этого учения идею, что сущность формы культурой жизни аналогичны формам органической жизни. По его мнению, культура не может быть вечной и на определённом этапе теряет свой жизнеутверждающий пафос. Наличие большого количества равноценных по своей «зрелости» культур рассматривается как свидетельство единства проявления жизни во Вселенной, а не единого эволюционного процесса в мировой истории. Освальд Шпенглер сформулировал концепцию круговорота, цикличности в развитии культурных миров, разрозненных в пространственном и временном аспектах.
В условиях широкого и быстрого признания факта биологической эволюции в рамках теории эволюции Чарлза Дарвина, число сторонников антиэволюционизма в биологии в середине 1860-х годов существенно сократилось. В то же время антиэволюционистские идеи сохранялись философии и религии. Ряд авторов таких как Николай Данилевский, Пьер Тейяр де Шарден и др., предпринимали попытки соединить представления об эволюции с идеей о Боге как изначальной причине и конечной цели эволюции.
Антиэволюционизм возродился вновь в нацистской Германии. Хотя нацистские учёные и идеологи (и Адольф Гитлер в частности) были сторонниками «расовой пирамиды» и превосходства европейской расы над другими (одного из тезисов теории Дарвина), они яро критиковали тезис Дарвина о происхождении всех людей от обезьян, считая его антибиологическим и противоречащим природе, поскольку полагали, что высшая раса «арийцев» не могла произойти от них.
Термин креационизм в значении современного направления мысли чаще всего относится к вере в особое творение, идею, что Вселенная и формы жизни были созданы в том виде, в каком они существуют в настоящее время, божественным действием, и что единственно верными объяснениями происхождения и развития мира и природных явлений являются те, которые совместимы с христианской фундаменталистской буквальной интерпретацией библейского повествования о сотворении мира. Современный креационизм сосредоточен на отказе от научного натурализма в пользу сверхъестественных объяснений происхождения биологических видов. Он зародился в Соединённых Штатах как евангелическое направление и получил распространение в других странах, в частности, через американских миссионеров. Благодаря тому, что основные идеи креационистов носят универсальный антинаучный характер, они легко переносятся в любую культурную среду.
В современном обществе, обладающим наукой и технологией, выделяются два основных типа креационизма, «церковный креационизм» и «научный креационизм» (в широком смысле). Обычный, или «церковный» креационизм утверждает, что мир и его живые существа является результатом сверхъестественного акта творения, поэтому любые разговоры о естественных причинах бессмысленны. «Научный креационизм», разделяя те же тезисы о творении, стремится ввести элементы религиозности в научные теории в роли вспомогательных, но необходимых для разъяснения. Характерным признаком этих «разъяснений» является их нефальсифицируемость, они почти неуязвимы для проверки достоверности или критики. Целью «научных креационистов» является распространение убеждения, что наука бессильна в решении «вечных вопросов», которые затрагивают значение и смысл жизни, биология не способна выполнить даже своё фундаментальное предназначение — объяснить биологическую эволюцию. Обе стратегии, «научного» и «церковного» креационизма, не противоречат одна другой и сосуществуют в том числе в образовательном контексте, имея общего «противника» в виде биологии и особенно теории эволюции. Антиэволюционисты объединяются для борьбы с теорией эволюции, несмотря на глубокие различия в религиозных убеждениях и богословских доктринах, которым они следуют.
Начиная с 1960-х годов в США, а позднее в Западной Европе было сформировано движение, называющее себя «научным креационизмом» и создано большое число обществ и общественных академий, которые продвигали идею, что в рамках естествознания полностью доказана подлинность библейского повествования о сотворении, а теория эволюции является всего лишь одним из возможных объяснений развития жизни.
В 1991 году Американской академией наук и искусств была издана работа Дж. Мура «Креационистский космос протестантского фундаментализма», в которой характеризуется антиэволюционистское движение в США, переживавшее в то время существенный подъём и консолидацию с политической властью. Сопротивление преподаванию в школе эволюционной биологии существовало в США и ранее, однако Мур указывает, что «фундаменталисты сегодня насчитывают в своих рядах до четверти всего населения США, и это при быстром росте числа вновь обращённых. Эти люди верят, что они живут во Вселенной, которая была чудесным образом сотворена из ничего за шесть дней всего лишь несколько тысяч лет назад, и что Земля населена только теми животными и растениями, которые пережили всемирный потоп… Креационистская космология снискала протестантскому фундаментализму те авторитет и влияние, которые он оспаривал у фундаментальной науки».
По мнению историка науки Джеральда Холтона, это новейшее контрмировоззрение существенно отличается от теологического антисциентизма XIX века. В числе представителей американского антиэволюционистского движения присутствует большое число специалистов, имеющих научное и техническое образование, учёные степени, многие из них являются сотрудниками исследовательских институтов. Мотивация участников движения, как считается, включает к внутреннюю потребность или склонность буквально уверовать в религиозные догмы. Влияние оказала также общая психологическая напряженность в период холодной войны, последствия которой могли восприниматься как материализация апокалипсических пророчеств. Протестантское креационистское движение активно финансируется и обладает качественной организационной структурой, осуществляет крупную издательскую деятельность, включающую выпуск журналов, работу книжных издательств, учебных заведений, радио- и телепрограмм, кинематограф; имеет тесную связь с наиболее консервативными политическими и церковными деятелями. Средством для движения выступает пропаганда «научного креационизма», включая его включение в школьные программы, для чего на местные органы образования оказывается существенное давление. К антиэволюционистской идеологии присоединился ряд политиков-евангелистов, включая Дж. Фэлвелла, П. Робертсона, Дж. Бэйкера, Д. Дж. Кеннеди и др. Союзниками движения является ряд высокопоставленных государственных деятелей. В то же время критика со стороны научного сообщества США происходит редко.
Антиэволюционистская идеология, согласно её сторонникам, направлена на противостояние эволюционизму, который протестантские креационисты могут воспринимать как «сатанинскую, антихристианскую проповедь». Движение ведёт наступление на «секулярный гуманизм», воспринимаемый ими как «сатанинская идеология». Согласно публикациям креационистов, их цели стоят дальше дискредитации современной биологии и сосредоточены на традиционной в рамках религиозного фундаментализма подготовки в земной жизни к переходу в иной мир.
В православии отсутствует официальное церковное определение в отношении эволюционных теорий, но часть священства и мирян поддерживает теистический эволюционизм. По мнению ряда православных критиков, «научный креационизм» имеет фактически сектантское происхождение, и не соответствует святоотеческому подходу, в рамках которого вопрос длительности библейских дней творения не считается принципиальным. Иеромонах Серафим (Роуз), который в споре с греческим богословом А. Каломиросом критиковал эволюционизм, в связи с этим отмечает, что «большинство отцов вовсе ничего не говорит об этом: это не было предметом спора в то время, и им, кажется, не приходило на ум настаивать на перенесении временной шкалы нашего падшего мира назад, на изумительные и чудесные события этих шести дней».
В России креационизм присутствует в обеих своих основных формах, «церковного» и «научного» (в широком смысле). Дискуссии на тему эволюции в российской православной среде велись ещё до 1917 года и возобновились в постсоветский период. «Научный креационизм» проник в Россию после Перестройки в форме переводов работ западных протестантских креационистов и участников движения «разумного творения». На русский язык были переведены основные книги, которые отражают американское и западноевропейское течение «научного креационизма». «Научный креационизм» в России стремится действовать в «конфессионально-нейтральном» ключе, например, в рамках движения приверженцев идеи «разумного творения». Однако большинство авторов пытаются распространять определённые религиозные взгляды в учебной литературе. Поскольку основные идеи креационистов носят универсальный антинаучный характер, они легко переносятся в любую культурную среду и смогли повлиять на православных креационистов, которые рассматривают их полезными для противодействия светскому образованию. Эти аргументы охватывают максимально широкую аудиторию, поскольку российские креационисты стали частью международного креационистского движения.
Аргументы, отрицающие биологическую эволюцию, не меняются с начала XIX века. В то время они могли рассматриваться в научных дискуссиях, но к настоящему времени являются демагогическими, поскольку каждый из них был неоднократно опровергнут.